# Episodi di F.B.I. (quarta stagione)
La quarta stagione della serie televisiva F.B.I. è andata in onda negli Stati Uniti dal 22 settembre 1968 al 30 marzo 1969 sulla ABC.
| nº | Titolo originale              | Titolo italiano | Prima TV USA      | Prima TV Italia |
| -- | ----------------------------- | --------------- | ----------------- | --------------- |
| 1  | Wind It Up and It Betrays You |                 | 22 settembre 1968 |                 |
| 2  | Out of Control                |                 | 29 settembre 1968 |                 |
| 3  | The Quarry                    |                 | 6 ottobre 1968    |                 |
| 4  | The Runaways                  |                 | 13 ottobre 1968   |                 |
| 5  | Death of a Fixer              |                 | 20 ottobre 1968   |                 |
| 6  | The Enemies                   |                 | 3 novembre 1968   |                 |
| 7  | The Nightmare                 |                 | 10 novembre 1968  |                 |
| 8  | Breakthrough                  |                 | 17 novembre 1968  |                 |
| 9  | The Harvest                   |                 | 24 novembre 1968  |                 |
| 10 | The Intermediary              |                 | 1º dicembre 1968  |                 |
| 11 | The Butcher                   |                 | 8 dicembre 1968   |                 |
| 12 | The Flaw                      |                 | 15 dicembre 1968  |                 |
| 13 | The Hero                      |                 | 8 dicembre 1968   |                 |
| 14 | The Widow                     |                 | 29 dicembre 1968  |                 |
| 15 | Eye of the Storm              |                 | 5 gennaio 1969    |                 |
| 16 | The Fraud                     |                 | 12 gennaio 1969   |                 |
| 17 | A Life in the Balance         |                 | 19 gennaio 1969   |                 |
| 18 | Caesar´s Wife                 |                 | 26 gennaio 1969   |                 |
| 19 | The Patriot                   |                 | 2 febbraio 1969   |                 |
| 20 | The Maze                      |                 | 9 febbraio 1969   |                 |
| 21 | The Attorney                  |                 | 16 febbraio 1969  |                 |
| 22 | The Catalyst                  |                 | 23 febbraio 1969  |                 |
| 23 | Conspiracy of Silence         |                 | 2 marzo 1969      |                 |
| 24 | The Young Warriors            |                 | 9 marzo 1969      |                 |
| 25 | The Cober List                |                 | 23 marzo 1969     |                 |
| 26 | Moment of Truth               |                 | 30 marzo 1969     |                 |

## Wind It Up and It Betrays You
- Diretto da: William Hale
- Soggetto di: Harold Jack Bloom

### Trama
- Guest star: Larry Watson (poliziotto), Dennis Cross (poliziotto), Nancy Kovack (Ava Ritter), Louis Jourdan (colonnello Lorenz Tabor), James Sikking (S.R.A. Dan Menifee), Forrest Compton (Bernard Stoddard), Gregory Gaye (Carl Schmidt), Michael Tolan (Paul Virdon), Jacqueline Mayo (receptionist), Lawrence Dane (Julian Young), Lyn Edgington (Priscilla), George N. Neise (George Cavell), Kaz Garas (Jack Hill)

## Out of Control
- Diretto da: Don Medford
- Scritto da: E. Arthur Kean

### Trama
- Guest star: Craig Huebing (dottore), Rayford Barnes (Billy), James Franciscus (Mitchell Flynn), Bob Duggan (tecnico di laboratorio), Buck Young (Peter McGrath), Guy Remsen (agente speciale John Pike), Simon Scott (Douglas Barrow), Armando Silvestre (Miguel Valdez)

## The Quarry
- Diretto da: Robert Day
- Scritto da: Robert I. Holt

### Trama
- Guest star: Nicci-Ann Frank (figlia), Patrick O'Hara (prete), Roy Poole (Frank Williams), Susan Strasberg (Jennie Hall), John Milford (Steve Riley), Frank Baxter (agente FBI), Richard Devon (Barney Kennon), Noam Pitlik (Luther Todd), Lou Frizzell (Cliff Wales), Andy Romano (dottor Malotte), Glenn Bradley (agente FBI), Dean Stockwell (Mike Riley)

## The Runaways
- Diretto da: Robert Day
- Scritto da: Arthur Heinemann

### Trama
- Guest star: Morgan Jones (Alex Schirmer), Joe Di Reda (Post), Ron Howard (Jess Orkin), J. D. Cannon (John Graham Evans), Dabbs Greer (Orkin), Charles Bateman (Dan Scott), Bill Williams (David Warren), Selette Cole (Mrs. Schirmer), Jan Shepard (Mildred Scott)

## Death of a Fixer
- Diretto da: William Hale
- Scritto da: Robert Heverley

### Trama
- Guest star: Matt Pelto (Ed Creely), Cynthia Hull (Debbie), Daniel J. Travanti (Roy Blake), Joseph Campanella (John Harris), Lawrence Montaigne (Dick Amazeen), Phil Dean (agente speciale Bart Russell), Jessica Walter (Eleanor Prior), Barry Atwater (Graham King), Frances Reid (Mrs. Prior), Phyllis Hill (Mrs. Legros), Carl Reindel (Gene Black), Brooke Bundy (Barbara Legros)

## The Enemies
- Diretto da: Don Medford
- Scritto da: Peter Allan Fields

### Trama
- Guest star: Jonathan Hawke (uomo d'affari), Allen Emerson (Hill), Cicely Tyson (Judy Harmon), Jeffrey Hunter (Ralph Stuart), Richard Anderson (dottor Latimer), Richard O'Brien (Jim O´Brien), Dean Harens (S.A.C. Bryan Durant), Curt Lowens (colonnello Fischer), Al Freeman, Jr. (Alan Harmon)

## The Nightmare
- Diretto da: Jesse Hibbs
- Scritto da: Penrod Smith

### Trama
- Guest star: Russell Thorson (Wentworth), Lane Bradbury (Meda Jo Phipps), Patricia Smith (Isobel Nugent), Harry Klekas (Cal Grimes), William Windom (Howard Converse), Ellen Corby (zia Florie Buell), Frank Marth (Preston Archer), Lee Meriwether (Marian Converse), James Nolan (sceriffo), Bruce Dern (Virgil Roy Phipps)

## Breakthrough
- Diretto da: Robert Day
- Soggetto di: Jim Byrnes

### Trama
- Guest star: Jeff Davis (Bobby Pollack), John P. Ryan (Ernie Flood), Edward Andrews (Vic Russell), Rose Hobart (cameriera), Bill Zuckert (Joe Darwin), Joseph V. Perry (Stan Jason), Peter Mark Richman (Vincent Gray), Grant Williams (S.A.C. Kirby Greene), Dorothy Provine (Irene Minnick)

## The Harvest
- Diretto da: William Hale
- Scritto da: Mark Rodgers

### Trama
- Guest star: Rodolfo Hoyos, Jr. (Martinez), Larry Gates (James Reed), Diane Baker (Lisa Cintron), Hal Lynch (Billy Roy Silker), James McCallion (Thornton), John Considine (S.R.A. Boyd Taylor), Lew Brown (S.A.C. Allen Bennett), Frank Jamus (agente speciale Clay Ashland), Robert Duvall (Joseph Troy), Burt Brinckerhoff (George Wilson)

## The Intermediary
- Diretto da: Don Medford
- Scritto da: John D. F. Black

### Trama
- Guest star: Pat O'Hara (rappresentante), Janet MacLachlan (Roberta Kern), Michael Strong (William MacKenzie), Monte Markham (Tom Waters), Anthony Eisley (S.A.C. Chet Randolph), Burr deBenning (Jack Dale), Georg Stanford Brown (George Kern), Maurice Evans (Victor Toller)

## The Butcher
- Diretto da: Jesse Hibbs
- Scritto da: Barry Oringer

### Trama
- Guest star: Christopher Stone (Dave Palmer), Paul Gleason (Jack Ryan), Anne Helm (Karen Dryden), Charles Korvin (Paul Sieger), Ellen Corby (Hannah Beecher), Gregory Gaye (Albert Moehns), Harold Gould (Israel Jacobs), Dan Barton (Warren Hedrick), Ralph Bellamy (Mark Dryden)

## The Flaw
- Diretto da: Robert Douglas
- Scritto da: Paul Schneider

### Trama
- Guest star: Byron Keith (detective), Tol Avery (Lloyd Talbot), Donald Harron (Edward Boland), Victoria Shaw (Elaine Ross), David Frankham (George Hammond), Logan Field (dottor Farrell), Dallas Mitchell (agente speciale Lawrence), Marie Windsor (Grace), Robert Cornthwaite (Fielder), Barry Morse (Glen Parmenter)

## The Hero
- Diretto da: Gunner Hellström
- Soggetto di: John W. Bloch

### Trama
- Guest star: Paul Smith (Muir), Virginia Christine (Eugenia Sayres), Kathleen Widdoes (Margaret Caine), Lori Scott (Ann Burman), Lew Brown (S.A.C. Allen Bennett), Tom Palmer (Sogano), Vince Howard (Roy), Fletcher Fist (Golfer), Reta Shaw (Shoe Store Customer), Chad Everett (Daniel Joseph Sayres), Carmen Mathews (Julia Caine)

## The Widow
- Diretto da: Don Medford
- Scritto da: Mark Rodgers

### Trama
- Guest star: Margaret Field (Mrs. Abrams), Malachy McCourt (Dave Davidson), Fletcher Allen (agente speciale), Geoffrey Deuel (sergente John Abrams), Glenn Corbett (Cliff Holm), Peter Hobbs (S.R.A. Anthony Harper), Robert Knapp (S.A.C. Noel MacDonald), Ron Husmann (ufficiale), Arch Johnson (sergente Elliot Carr), Paul Lukather (Lee Holm), Patrick Wayne (Fred Bruno), Lynda Day George (Joyce Carr)

## Eye of the Storm
- Diretto da: Jesse Hibbs
- Scritto da: Don Brinkley

### Trama
- Guest star: Billy Dee Williams (Ed Tobin), Ron Pinkard (agente speciale Morgan), Moses Gunn (John Sheppard), Denise Nicholas (Nora Tobin), S. John Launer (dottor Ober), Olan Soule (Drug Store Manager), Don Dubbins (Al Willis), Ketty Lester (Mavis Sheppard), Byron Morrow (dottor Miller), Sid McCoy (Charlie Cline), Margarita Cordova (Mrs. Gomez)

## The Fraud
- Diretto da: Robert Day
- Scritto da: Michael Fisher

### Trama
- Guest star: Walter Mathews (avvocato), Anthony Hayes (S.A.C. Warren Sloan), Nan Martin (Susan Bell), William Smithers (Frank Stocker), Noah Keen (Nicholas Allen), Roy Engel (Paulie Hoff), John Mayo (Todd Elkton), Roger Perry (David Joseph Miles), Wesley Addy (Jock Mitchell), Ellen Weston (Ruth Miles), Hal Holbrook (Christopher Seims)

## A Life in the Balance
- Diretto da: Robert Douglas
- Scritto da: Arthur Heinemann

### Trama
- Guest star: Murray Hamilton (Dick Mills), James Caan (Gene Holt), Quentin Dean (Elaine Donner), Julie Sommars (Elizabeth Janson), Ed Deemer (poliziotto), Craig Guenther (agente speciale), Connie Sawyer (Landlady), Dan Ferrone (Ed Janson), Vince Howard (dottor Adams), Richard Roat (agente speciale), Jennifer West (Rose Ellen)

## Caesar´s Wife
- Diretto da: Robert Day
- Scritto da: Warren Duff

### Trama
- Guest star: Albert Carrier (Gendarme), Richard Bull (Monroe), Claudine Longet (Danielle Chabrol), Roy Dean (Mason), Michael Rennie (Eric Reverson), Harrison Ford (Glen Reeverson), Maxine Stuart (Mrs. Peabody), Russell Johnson (James Kellogg)

## The Patriot
- Diretto da: Robert Day
- Scritto da: Mark Rodgers

### Trama
- Guest star: Ellen Davalos (Feliciana), Ross Elliott (Ben McIntyre), James T. Callahan (Richard Shaefer), Gilbert Roland (Rafael Cruz), Fred Holliday (Cambria), Jim Raymond (agente speciale), Garrison True (Helicopter Observer), Russ Thacker, Carlos Romero (capitano Ortiz), Thomas Gomez (El Presidente), Ned Romero (Jose Orledo), Marianna Hill (Antonia Marin)

## The Maze
- Diretto da: Robert Day
- Scritto da: Charles Larson

### Trama
- Guest star: Jonathan Lippe (Dave Flagg), Joe LoPresti (Manos Antonopoulos), Jerry Ayres (Mike O'Dell), Pat Patterson (Gilman), James E. Brown (Thompson), Guy Remsen (agente speciale), John Kerr (SAC William Converse), Steve Ihnat (Frank Dixon Welles), Simon Oakland (Nikos Kapralos)

## The Attorney
- Diretto da: Robert Douglas
- Scritto da: Robert Heverley

### Trama
- Guest star: Walter Janowitz (Headwaiter), Arthur Hill (Richard Bender), Dawn Wells (Carol Morton), Giles Douglas (Bus Boy), Phil Chambers (dottor Cruz), Tim O'Connor (Dennis Holland), Linden Chiles (Arnold Toby), Louise Latham (Edith Bender), Edward Asner (Pete Zacharias)

## The Catalyst
- Diretto da: Jesse Hibbs
- Scritto da: Gerald Sanford

### Trama
- Guest star: Roberto Contreras (tassista), Valentin de Vargas (pilota), Alejandro Rey (Miguel Torres), Armand Alzamora (Airport Clerk), Pilar Seurat (Maria Sandoval), Don Eitner (agente speciale Allen Holland), Norman Fell (Victor Green)

## Conspiracy of Silence
- Diretto da: Jesse Hibbs
- Scritto da: Mark Weingart

### Trama
- Guest star: James Daly (Dave Butler), Jonathan Hawke (Russell Clay), Kent Smith (Wendell Price), Kevin McCarthy (Jim Evans), Dean Harens (S.A.C. Bryan Durant), Charles Knox Robinson (Troy Harris), Ken Lynch (Leonard B. King), John Lasell (Roland), Mary Jackson (Mrs. Dreiser), Jason Wingreen (Morgue Attendant), Don Chastain (Norman C. Reese), Bonnie Jones (Laverne), Gene Tierney (Fay Simpson)

## The Young Warriors
- Diretto da: Robert Douglas
- Scritto da: Albert Aley

### Trama
- Guest star: John Considine (S.R.A. Ed Putnam), Anthony Caruso (Chief Philip Crow), Lin McCarthy (John Aldridge), Don Keefer (dottor J.F. Bissell), Dana Elcar (Howard Swift), Lawrence Montaigne (George Fisher), Scott Marlowe (Billy Rockhill), Barbara Luna (Jennie Fisher)

## The Cober List
- Diretto da: Jesse Hibbs
- Scritto da: John D. F. Black

### Trama
- Guest star: Harold Stone (Inky Cober), Robert Pickering (Gil Casey), Alfred Ryder (Emmet Stone), Rudy Solari (Matthew Cober), Mark Roberts (S.A.C. Owen Clark), Don Gordon (Terry Cober), Frank Baxter (agente speciale), Jack Ging (James Cober), Francine York (Liz Ann Cober), Charles Randall (Grindler), John Daheim (Sam Pick), Stan Schneider (Mark Dennis), Fred Beir (Frank Lanner)

## Moment of Truth
- Diretto da: Robert Day
- Scritto da: Don Brinkley

### Trama
- Guest star: Gary Vinson (Joseph Foxx), Janis Hansen (Emily Foxx), Michael Witney (Wally Shanks), Marlyn Mason (Julie DeWitt Shanks), Dean Harens (S.A.C. Bryan Durant), Victor French (Vincent Tobias), Bill Fletcher (John Beeker), Richard Carlson (Hal DeWitt)